# الحرب الأرمنية الفرثية
تشير الحرب الأرمنية الفرثية (87 قبل الميلاد إلى 85 قبل الميلاد) إلى وقت دخول جيوش ديكرانوس الثاني منتصرًا لشمال بلاد ما بين النهرين، وتعهد ممالك الرها وأتروباتين بولائها ودعمها لديكرانوس الثاني. دعا العديد من الحكام والملوك في ذلك الوقت ديكرانوس الثاني، ب«ملوك الملوك» بسبب ثروته وقوته.

## العواقب
تعهدت ممالك الرها وأتروباتين بولائها ودعمها لديكرانوس الثاني. وفي 85 قبل الميلاد، اعترف الفرثيون رسميًا به حاكمًا لأراضيه. أخذ ديكرانوس لقب ملك الملوك وحمل اللقب حتى نهاية حياته.